# 138-я зенитная ракетная бригада
138-я зенитная ракетная бригада (138 ЗРБр, в/ч 35807) — тактическое соединение ПВО  Вооруженных сил СССР, которое существовало до 1992 года. Бригада перешла под юрисдикцию Украины и впоследствии была переформирована как 11-й зенитный ракетный полк.
Условное наименование — Войсковая часть № 35807 (в/ч 35807). Сокращённое наименование — 138 зрбр.

## История формирования бригады
В 1980-х годах бригада входила в состав 8-й танковой армии.
В 1992 году 138-я зенитная ракетная бригада приняла военную присягу на верность украинскому народу. Впоследствии была переформирована как 11-й зенитный ракетный полк.